# Phyllanthus tagulae
Phyllanthus tagulae är en emblikaväxtart som beskrevs av Airy Shaw och Grady Linder Webster. Phyllanthus tagulae ingår i släktet Phyllanthus och familjen emblikaväxter. Inga underarter finns listade i Catalogue of Life.